# Comisión Nacional de Correos y Telégrafos
La Comisión Nacional de Correos y Telégrafos (CNCT) de Argentina fue un organismo público que sirvió como ente regulador desde su creación en 1992 hasta su fusión con la CNC en 1996.

## Historia
Fue creada por decreto presidencial 214/92 del 23 de enero de 1992 de Carlos Saúl Menem, en el marco de la privatización de la Empresa Nacional de Correos y Telégrafos (ENCOTEL), que había prestado servicio desde 1972. La comisión fue asignada en el ámbito de la Secretaría de Obras Públicas y Comunicaciones, dependiente del Ministerio de Economía y Obras y Servicios Públicos de la Nación.
Por medio de otro decreto, CNCT fue elegida «autoridad de aplicación» de la Ley de Correos de 1992.
En 1996 el Poder Ejecutivo fusionó la Comisión Nacional de Correos y Telégrafos, la Comisión Nacional de Telecomunicaciones y el Comité Federal de Radiodifusión en la Comisión Nacional de Comunicaciones (decreto presidencial del 24 de junio de 1996). La nueva comisión asumió la totalidad de las atribuciones de los organismos fusionados.